# Dennstaedtia grandifrons
Dennstaedtia grandifrons là một loài dương xỉ trong họ Dennstaedtiaceae. Loài này được Christ mô tả khoa học đầu tiên năm 1901.
Danh pháp khoa học của loài này chưa được làm sáng tỏ. 